# اختبار الخصوبة

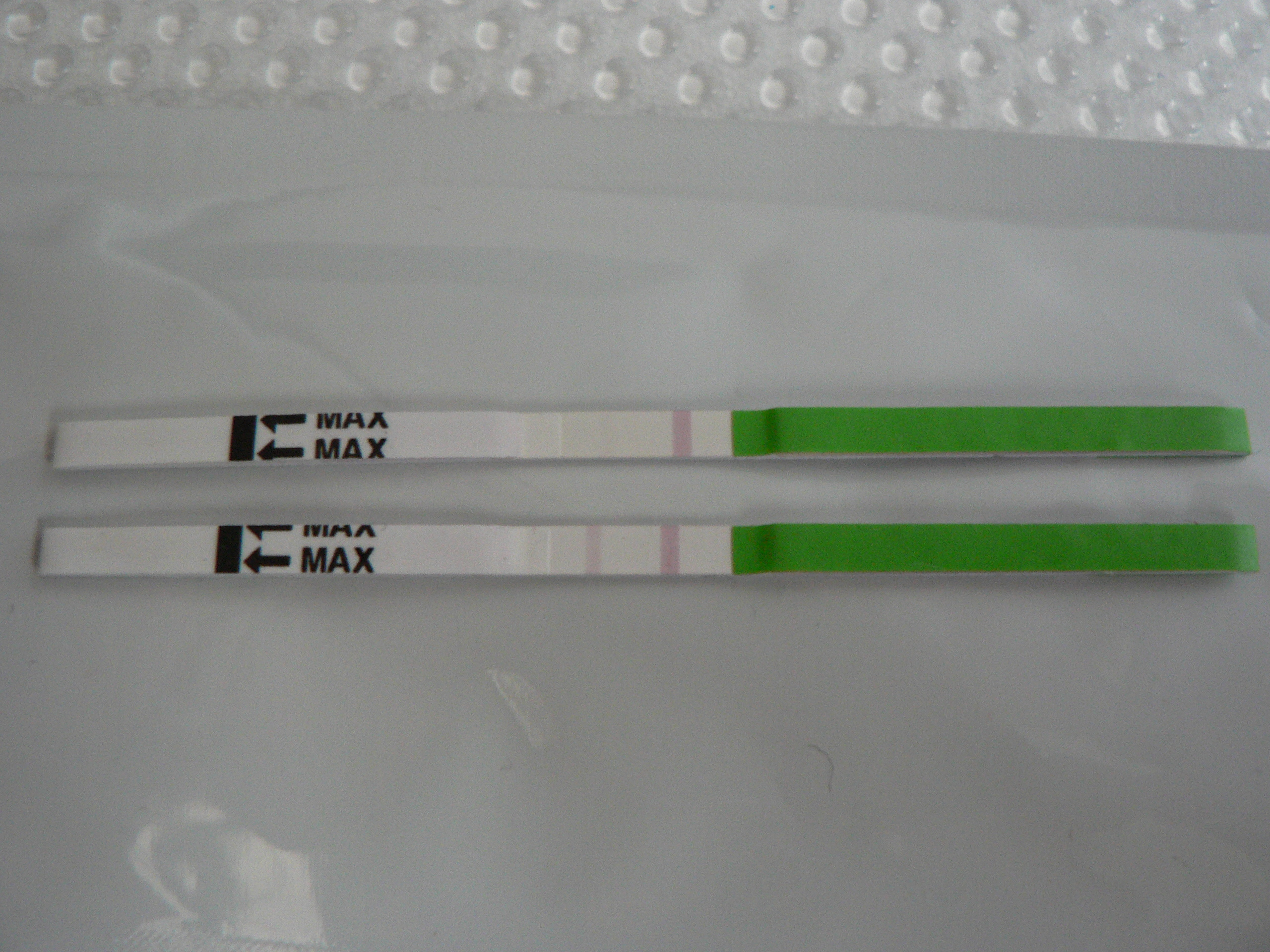

اختبار الخصوبة هو عملية يتم من خلالها تقييم الخصوبة، ويكون للشخصين بشكل عام بهدف ايجاد نافذة خصبة. تؤثر الصحة العامة على الخصوبة، لذلك فإن اختبار الأمراض المنقولة بالاتصال الجنسي هو مجال مهم يتعلق بالموضوع.

## النساء
النساء الأصحاء يتمتعن بالخصوبة من سن البلوغ حتى سن اليأس، على الرغم من أن معدل الخصوبة عادة ما ينخفض بشكل كبير جدا في هذه الفترة.عادة ما يتم تحديد بداية سن البلوغ من قبل الحيض ووجود خصائص جنسية ثانوية مثل نمو الثدي، وظهور شعر العانة وتغيرات في توزيع الدهون في الجسم.و تنتهي عادةً سنوات الخصوبة عند المرأة قبل انقطاع الطمث، حيث تنخفض فيه الخصوبة إلى نقطة يكون فيها إجراء حمل سليم أمرًا مستبعدًا.

### اختبار البويضات
هناك عدة طرق متوفرة لتوقع الخصوبة للمساعدة علي الحمل أو حتي تجنبه.

#### اختبار المرونة
حيث يكون مخاط العنق واضح ومرن خلال فترة الخصوبة، حتي تتمكن الحيوانات المنوية من النجاة والتحرك من خلاله. ويكون تماسك مخاط العنق مشابه لبياض البيض

#### أدوات توقع التبويض
وهي تكون عادة مقاومة لهرمون «لوتينيزج» التي تصل ذروته في البول خلال فترة التبويض، ويمكن لبعض الاختبارات قياسها مثل جهاز «كليربلو» لقياس الخصوبة وأيضا اختبار لقياس نسبة هرمون «استراديول»

#### اجهزة قياس نسبة الخصوبة الالكترونية
وهو جهاز الكتروني يستخدم عدة طرق مع مستخدمه للوعي بالخصوبة، ويمكنه تحليل التغيرات في معدل الهرمونات في البول، حرارة الجسم الطبيعية، المقاومة الكهربائية للعاب والسوائل المهبلية أو كل ما سبق. وهذه الاجهزة يمكنها أن تساعد علي انتهاء عملية الحمل، لكن لا يكون هناك عدة دلائل متاحة للنتيجة النهائية علي فاعلية الخصوبة في الحياة العمرية أو خلال فترة الحمل.

#### الوضع العنقي
ويكون العنق ناعم، مرتفع، مفتوح ومبتل خلال فترة الخصوبة

#### تخطيط حرارة الجسم الطبيعية
تتغير حرارة الجسم الطبيعية خلال فترة الدورة الشهرية، وينتج افراز هرمون «البروجسترون» بكثافة ارتفاع طفيف في درجة الحرارة بمعدل نصف درجة أو درجة مئوية وقت التبويض. وهذا يتيح تحديد فترة الخصوبة عبر استخدام جهاز قياس الحرارة (الترمومتر). هذا الاختبار أيضا يحدد ان كان هناك مشاكل في عملية التبويض.

#### الطرق المدرجة
يمكن استخدامها لتوقع التبويض لأن فترة الخصوبة تأتي تقريبا في نفس الفترة من كل شهر.